# Браун, Себастьян, 12-й маркиз Слайго
Себастьян Улик Браун, 12-й маркиз Слайго (англ. Sebastian Ulick Browne, 12th Marquess of Sligo; род. 27 мая 1964 года) — англо-ирландский аристократ. Как барон Маунтигл, он также является наследственным пэром в Пэрстве Соединенного Королевства.

## Биография
Родился 27 мая 1964 года. Единственный сын капитана лорда Улика Брауна (1915—1979) и его второй жены Фионы Гленн (1934—2018), дочери Джона Гленна. У него есть старшая сестра — Улиция Кэтрин Браун (род. 1962), жена Джайлса Эдвардса и мать двоих дочерей.
Себастьян Браун получил образование в школе Рагби.
В 1984 году он женился на Кристине Марии Суаснабар из Боливии, от которой у него двое детей:
- леди Камилла Браун (род. 1986)
- Кристофер Улик Браун, граф Алтамонт (род. 14 ноября 1988)

Супруги развелись в 1992 году.
Себастьян Браун эмигрировал в Австралию в 1997 году, где работает агентом по жилой недвижимости.
В июле 2014 года после смерти своего двоюродного брата, Джереми Улика Брауна, 11-го маркиза Слайго (1939—2014), не оставившего наследников мужского пола, Себастьян Улик Браун унаследовал титулы 12-го маркиза Слайго, 10-го барона Маунтигла из Уэстпорта, 14-го графа Алтамонта, 10-го графа Кланрикарда, 14-го барона Маунтигла из Уэстпорта и 14-го виконта Уэстпорта из Уэстпорта. Но фамильное поместье Уэстпорт-хаус 11-й маркиз Слайго оставил своим дочерям, которые продали его в 2017 году.
22 января 2016 года маркиз Слайго женился вторым браком на Клэр Сюзанне ван Мидделкуп в Вуллонгонге, Новый Южный Уэльс, Австралия.